# Tóth Ilona (labdarúgó)
Tóth Ilona (Budapest, 1961. április 14. – ?) válogatott labdarúgó, hátvéd. Az első hivatalos női válogatott mérkőzés résztvevője 1985-ben.

## Pályafutása

### Klubcsapatban
1984 és 1988 között a László Kórház labdarúgója volt és három bajnoki címet nyert a csapattal.

### A válogatottban
1985 és 1986 között 9 alkalommal szerepelt a válogatottban.

## Sikerei, díjai
- Magyar bajnokság
  - bajnok: 1984–85, 1985–86, 1986–87
  - 3.: 1987–88

## Statisztika

### Mérkőzései a válogatottban
| Magyarország | Magyarország         | Magyarország                    | Magyarország  | Magyarország | Magyarország  | Magyarország | Magyarország | Magyarország |
| #            | Dátum                | Helyszín                        | Hazai         | Eredmény     | Vendég        | Kiírás       | Gólok        | Esemény      |
| ------------ | -------------------- | ------------------------------- | ------------- | ------------ | ------------- | ------------ | ------------ | ------------ |
| 1.           | 1985. április 9.     | Siófok, Városi Stadion          | Magyarország  | 1 – 0        | NSZK          | barátságos   | -            | becserélve   |
| 2.           | 1985. április 14.    | Pozsony                         | Csehszlovákia | 2 – 2        | Magyarország  | barátságos   | -            |              |
| 3.           | 1985. április 27.    | Szekszárd                       | Magyarország  | 1 – 0        | Spanyolország | Eb-selejtező | -            |              |
| 4.           | 1985. május 25.      | Gyöngyös                        | Magyarország  | 2 – 3        | Olaszország   | Eb-selejtező | -            | 46'          |
| 5.           | 1985. szeptember 21. | Salgótarján, Síküveggyári pálya | Magyarország  | 2 – 1        | Csehszlovákia | barátságos   | -            | 46'          |
| 6.           | 1985. október 12.    | Renens                          | Svájc         | 1 – 2        | Magyarország  | Eb-selejtező | -            | 46'          |
| 7.           | 1986. március 22.    | Niš                             | Jugoszlávia   | 1 – 1        | Magyarország  | barátságos   | -            | lecserélve   |
| 8.           | 1986. április 15.    | Straubing                       | NSZK          | 2 – 1        | Magyarország  | barátságos   | -            | lecserélve   |
| 9.           | 1986. május 3.       | Potenza                         | Olaszország   | 1 – 0        | Magyarország  | Eb-selejtező | -            | becserélve   |
|              | Összesen             |                                 |               | 9            | mérkőzés      |              | 0            | gól          |